# Vellozia bradei
Vellozia bradei là một loài thực vật có hoa trong họ Velloziaceae. Loài này được Schulze-Menz miêu tả khoa học đầu tiên năm 1940.